# Навгилем
Село Навгилем — село и джамоат в Исфаринском районе (Исфараи) Согдийской области на севере Таджикистана.

## Административно-территориальное устройство общины
Навгилем входит в состав Исфаринского района как одна из 9 сельских общин (тадж. ҷамоат):.
| Административное деление Исфаринского района |                                            |           |
| Сельская община                              | Населенный пункт                           | Население |
| Навгилем                                     | Гунбази Навгилем Кушдевор Офтобруй Шуртанг | 41300     |

## География
Село расположен расположено в предгорьях Туркестанского хребта в Ферганской долине на стыке двух соседних государств — Узбекистана и Кыргызстана. И граничит с Баткенским районом Кыргызской республики (17 км). Расстояние от центра джамоата до центра района 2 км; до областного города Худжанда — 116 км; до столицы республики г. Душанбе — 455 км. Общая протяженность дорог в селе составляет 60 км.
Расстояние между джамоатом и республиканскими железными дорогами составляет — 8 км (станция Исфара), автомобильными дорогами — 15 км до трассы Исфара — Худжанд — Душанбе, с аэропортом (Исфара) — 3 км.

## История
Джамоат Навгилем — один из старейших в составе Республики Таджикистан. Он был образован 28 июля 1919 года в составе Исфаринского волоста, Кокандского уезда Ферганской области. Джамоат Навгилем Исфаринского района территориально состоит из двух селений — Навгилем и Офтобруй.

## Природно-климатические условия и ресурсы
Климат: мягкий, теплый, субтропический, резко континентальный.
Имеются обширные фруктовые сады и поля.
Территория джамоата находится на абсолютных высотах 850—890 м над уровнем моря, среднегодовая температура воздуха + 13,4 градусов по Цельсию (в июле + 26, 7 градусов, в январе — 2,7 градусов), количество осадков в году — 140 мм.

## Население
- 2015 — Население джамоата составляет 38 104 человек.